# Kim Liên
Kim Liên è un grande villaggio e comune del Distretto di Nam Đàn, nella Provincia di Nghe An in Vietnam. Kim Liên è il luogo ove passò la propria infanzia il patriota comunista e padre dell'indipendenza vietnamita Ho Chi Minh e la casa dei suoi famigliari e sede del Museo di Kim Liên. Il villaggio è anche chiamato Sen.